# 귀휴병
귀휴병(歸休兵)는 군에서 복무중인 군인을 일정한 사유에 따라 군복무기간을 단축과 동시에 귀향을 시키는 제도이다.

## 대한민국 국군의 귀휴병 제도

### 개요
대한민국 국군의 귀휴 제도는 1949년~1960년대 초반의 귀휴, 1960년대 후반에서 1980년대 초반까지의 귀휴로 나뉜다. 전자는 일정한 사유를 가진 병역의무자가 입대를 하면 귀휴 후 일정한 조치를 받으면 남은 복무기간을 마친것으로 인정받으며, 그렇지 않으면 남은 복무기간을 복무해야 하는 제도였다. 후자는 전환복무를 의미하는 단어로 사용되었다.

### 역사

#### 1949년 ~ 1963년
귀휴병은 대한민국 병역법이 제정된 1949년부터 존재하던 단어로, 실제 운영된 귀휴병 제도는 1955년부터 1963년까지 운영된 제도이다. 유학생, 정교사, 학적 보유자를 대상으로 했으며, 군사상 필요가 있을 경우 무작위로 대상이 되기도 했다. 입대 후 6개월 이내로 군 복무가 어려운 질병이 있는 자도 그 대상이었다.
당시 귀휴 대상이 아닌 자의 현역병 복무기간이 30~36개월이었으며, 특정 자격(유학생, 정교사 자격자, 학적보유자)을 가진 자의 복무기간은 12~18개월이었다. 이 특정 자격으로 귀휴조치가 되는 군복무자 중 정교사 자격자는 교직보유병(병역법 명칭 상으로는 단기현역병), 학적보유자는 학적보유병으로 불렸다.
법에 의한 귀휴는 1957년 병역법 제6조2항, 제7~8조, 1959년 병역법 시행령 제14~15조, 제20~21조에서 규정하였다.
이 제도는 1963년에 폐지되었는데, 1962년 유학생 귀휴를 시작으로 1963년 정교사 귀휴와 학적보유자 귀휴의 폐지로 폐지되었다.

#### 1971년 ~ 1984년
여기에서 말하는 귀휴는 전환복무를 의미하는 것으로 1984년에 귀휴에서 전임으로 개정되면서 사라진 단어이다. 전임이라는 단어는 1999년에 전환복무로 바뀌었다.

### 복무 기간(1955년 ~ 1963년)
| 구분             | 구분             | 귀휴 비대상자 복무기간 | 귀휴 비대상자 복무기간 | 귀휴 비대상자 복무기간 | 귀휴대상자 복무기간 (군종 여부 불문) | 귀휴대상자 복무기간 (군종 여부 불문) | 귀휴대상자 복무기간 (군종 여부 불문) |
| 구분             | 구분             | 육군                   | 해군                   | 공군                   | 유학생                               | 정교사 귀휴대상자(교직보유병) | 학적보유 귀휴대상자(학적보유병) |
| ---------------- | ---------------- | ---------------------- | ---------------------- | ---------------------- | ------------------------------------ | --- | --- |
| 연도             | 1955년 ~ 1956년  | 3년                    | 3년                    | 3년                    | 1년                                  | - | 1년 6개월 |
| 연도             | 1957년 ~ 1958년  | 3년                    | 3년                    | 3년                    | 1년                                  | 1년 | 1년 6개월 |
| 연도             | 1959년 ~ 1961년  | 2년 9개월              | 3년                    | 3년                    | 1년                                  | 1년 | 1년 6개월 |
| 연도             | 1962년 ~ 1963년  | 2년 6개월              | 3년                    | 3년                    | -                                    | 1년 | 1년 6개월 |
| 복무만료 시 계급 | 복무만료 시 계급 | 상등병                 | 상등병                 | 상등병                 | 일등병                               | 이등병 | 일등병 |
| 비고             | 비고             |                        |                        |                        | 귀휴조치시 출국 후 예비역 편입       | - 귀휴조치 시점으로부터 6개월 이내에 교사 임용 또는 복직시 제2국민병역에 편입 - 귀휴조치 시점으로부터 6개월 이내에 교사임용이 되지 않거나 복직되지 않은 경우에는 징병검사 후 복무가 결정. 복무가 결정될 경우 귀휴조치가 되기 전에 군복무한 기간이 인정되어 비대상자 복무기간의 남은 복무기간과 동일하며, 제2예비역에 편입시 군복무한 기간, 귀휴조치 후의 기간이 제2예비역 기간에 산입. | - 귀휴조치 시점으로부터 6개월 이내에 복교시 예비역 편입 - 귀휴조치 시점으로부터 6개월 이내에 복교하지 않은 경우에는 재복무. 이 경우 귀휴조치가 되기 전에 군복무한 기간이 인정되어 비대상자 복무기간의 남은 복무기간과 동일. |

## 일본군의 귀휴병 제도
일본 제국에 존재하던 일본군의 귀휴는 일본 병역법에서 정한 현역병 복무기간(1927년 기준 일본제국 육군 2년, 일본제국 해군 3년)에도 정원초과, 본인의 자질, 병역법 제11조부터 제14조에 따른 재영기간 단축으로 규정되었다.
- 1. 청년훈련수료자에 대한 단축은 6월 이내로 정하고 병역법 시행령 31조에 의해서 보병과의 사병(전차병을 제외)은 6월로, 다른 육군 사병(병참병, 특무병, 간호병, 마공병 및 보조간호병은 제외)및 해군 사관은 60일 이내로 칙정되고 있지만 육군에서는 성령으로 40일 것으로 알려졌다. 이어서 청년 훈련과 동등 이상으로 인정하는 수료자는 몇몇 있었지만, 쇼와 3년(1928년) 11월 6일 육군 문부성 고시 1에 의하였다.
- 2. 일반 사병에 대한 단축(제12조)은 청년 훈련을 수료하지 않는 자, 검정에 합격하지 않는 자, 검정에 합격하고 재영 간의 성적불량인 자의 재영 기간은 군사상 방해의 없는 한 칙령의 규정에 의해서 60일 이내 단축할 수 있었다. 현역은 12월 1일이 시기였지만, 입영은 이듬해 1월 10일이었다.
- 3. 단기교육병종에 대한 단축(제13조). 1년 6개월 이내에 교육을 수료할 수 있는 병종에 속하는 현역병(병참병, 특무병, 간호병, 마공병 및 보조간호병)은 상술의 각종 단축에 불구하고, 칙령의 규정에 의해서 재영 기간을 단축할 수 있다.
- 4. 성적우수자 및 정원과잉자에 대한 단축(제14조)

## 같이 보기
- 칸톤 제도(독일어판)
- 학적보유자 귀휴
- 정교사 귀휴